# Tei pucios
Teiul pucios (Tilia cordata Mill.), sau tei cu frunză mică este un arbore melifer care poate atinge 25–30 m înălțime. Are frunze verzi, de formă triunghiulară, ajungând la o lungime de 6–7 cm. Acest arbore  are o tulpină groasă de peste 1 m diametru și coroana piramidală. Este rezistent la frig și vânt, putând fi găsit în zone montane, dar nu numai.
Este arborele național al Cehiei și al Slovaciei.

## Răspândire

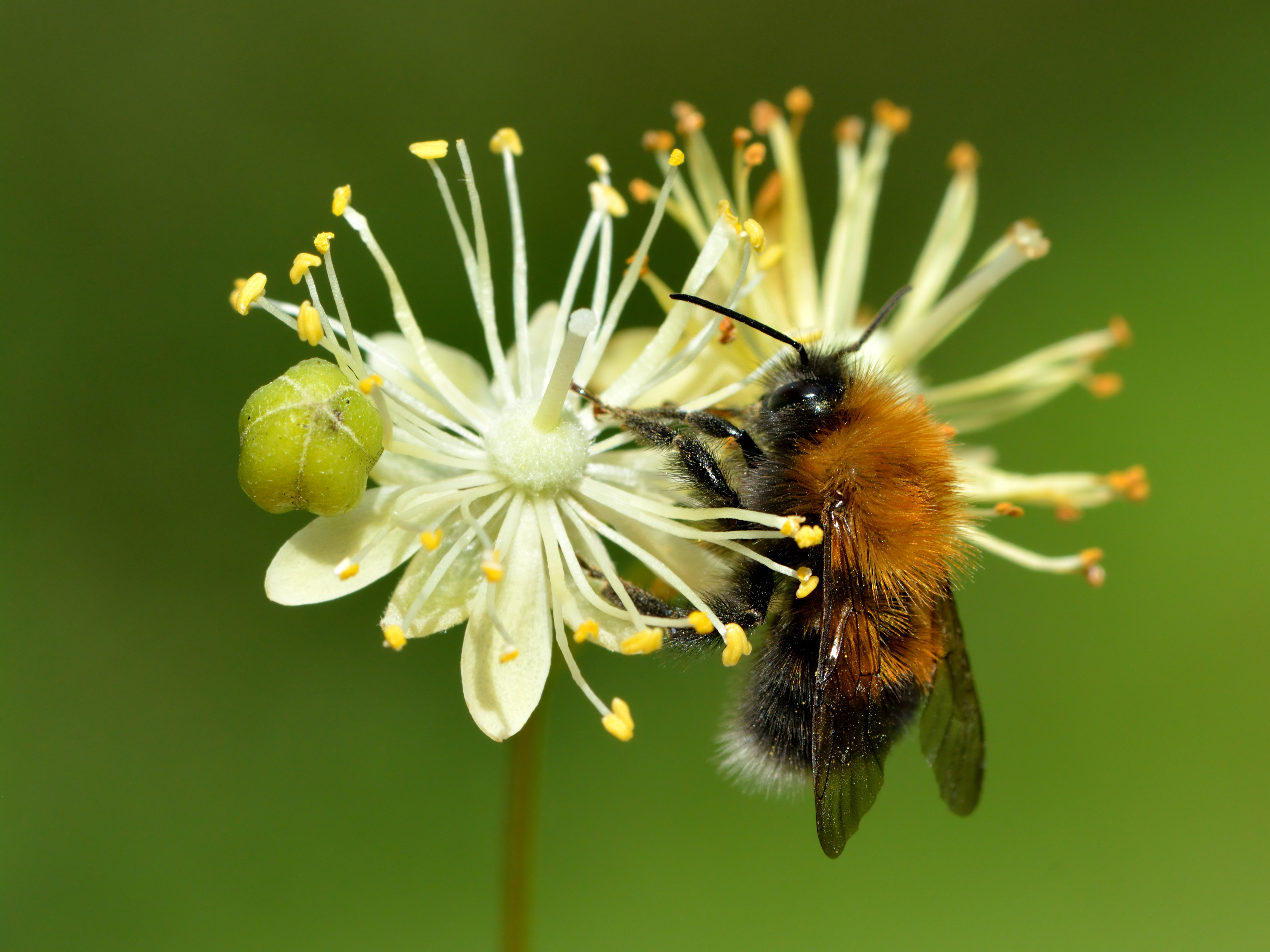

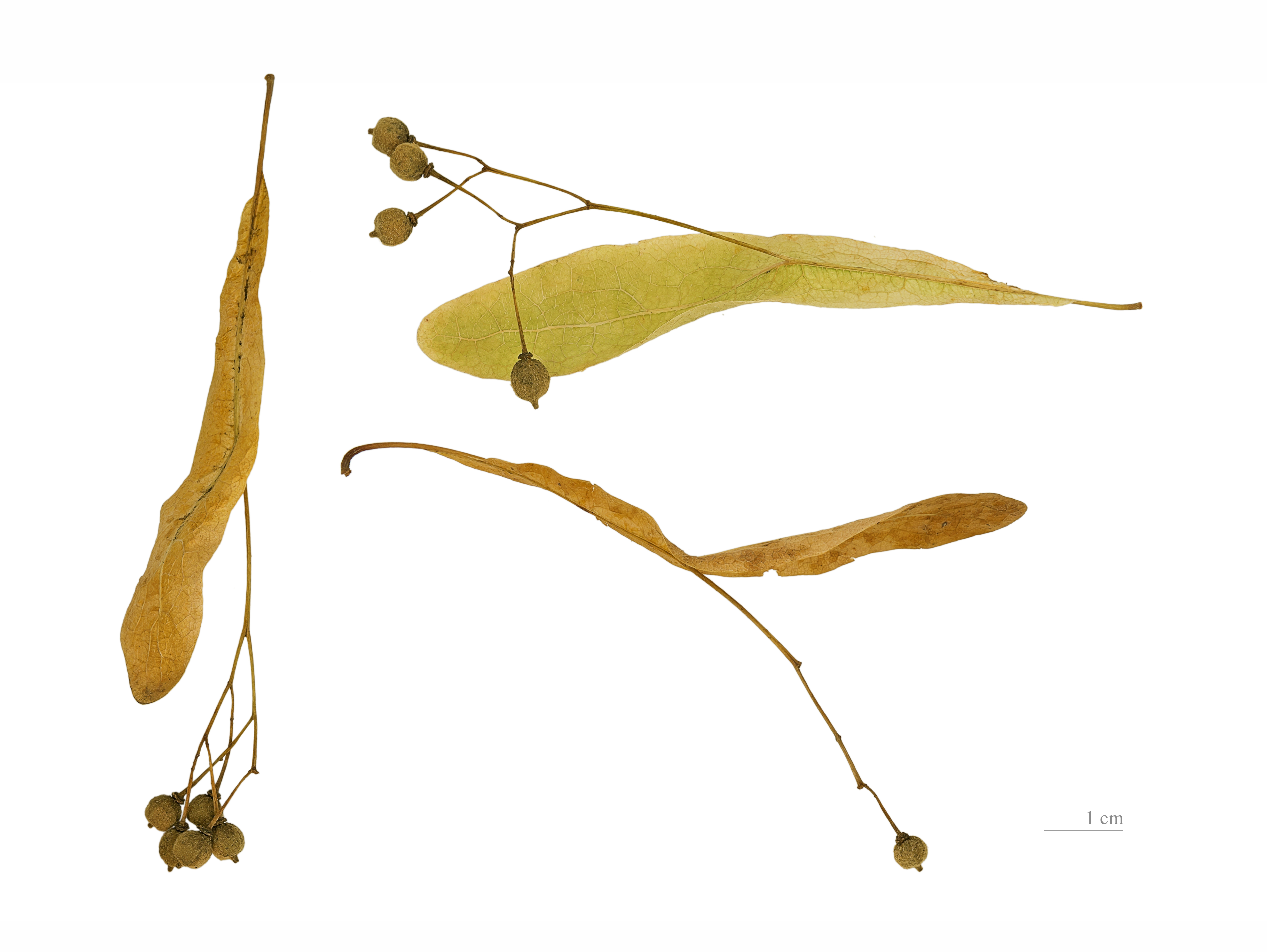
Tilia cordata

Este răspândit în toată Europa meridională și centrală.

## Importanța economică
Formează arborete întinse numite teișuri în special în Dobrogea de nord, apărute în special datorită aplicării greșite a tăierilor de îngrijire și regenerare a pădurilor atât în trecut (când se urmărea extragerea stejarilor și a speciilor diverse tari) cât și în prezent datorită acelorași motive de către silvicultori. Exemple de acest fel sunt întâlnite în pădurile ocoalelor silvice Cerna, Macin (România).

## Legături externe
- en Tilia cordata – distribution map, genetic conservation units and related resources. European Forest Genetic Resources Programme (EUFORGEN)